# ژانگ شان
ژانگ شان (انگلیسی: Zhang Shan؛ زادهٔ ۲۳ مارس ۱۹۶۸) تیرانداز اهل چین بود.
وی در مسابقات کشوری و بین‌المللی در مجموع برندهٔ ۶ مدال طلا شده‌است.